# New Religion (Primal Fear)
New Religion è il settimo album in studio del gruppo musicale tedesco heavy/power metal Primal Fear, pubblicato nel 2007 dalla Frontiers Records. Simone Simons canta come guest nel terzo brano.

## Tracce
1. Sign of Fear - 4:47
2. Face the Emptiness - 4:35
3. Everytime It Rains - 3:52
4. New Religion - 4:04
5. Fighting the Darkness - 8:44
6. Blood on Your Hands - 4:02
7. The Curse of Sharon - 4:40
8. Too Much Time - 5:13
9. Psycho - 3:54
10. World on Fire - 3:53
11. The Man (That I Don't Know) - 6:10

## Formazione
- Ralf Scheepers - voce
- Henny Wolter - chitarra
- Stefan Leibing - chitarra
- Mat Sinner - basso, cori
- Randy Black - batteria